# Seventeen (中森明菜のアルバム)
『Seventeen』（セヴンティーン）は、日本の歌手中森明菜のミニ・アルバム。このアルバムは1982年12月24日にワーナー・パイオニア（現：ワーナーミュージック・ジャパン）よりリリースされた (LP: L-6501)。

## 背景
『Seventeen』は、LP (L-6501)のみの20万枚完全生産限定盤ミニ・アルバムとして1982年12月24日に発売された。本作の盤面はピクチャーディスク仕様となっている。
このアルバムの帯には、「17才、『あ・き・な』から、あなたへのカラフル・メッセージ!、それぞれの曲の、それぞれの想い出を、明菜自身があなたに……。」と記載されており、各曲の間に、各収録曲についての中森のコメントが収められている。
収録曲は全4曲で、デビュー・シングルの「スローモーション」や2枚目のシングル「少女A」、デビュー・シングル候補曲であったスタジオ・アルバム『プロローグ〈序幕〉』収録曲から「あなたのポートレート」と2枚目のシングル候補曲だった『バリエーション〈変奏曲〉』収録曲から「キャンセル!」の2曲が収録された。
2006年には、本人非監修のCD-BOX盤のベスト・アルバム『AKINA BOX』 (18CD: WPCL-10293)が発売され、このアルバムの特典として、本作が紙ジャケット仕様で初CD化され再発売された。

## チャート成績
『Seventeen』は、オリコン週間LPチャートの1982年12月27日付で初登場2位を記録後、1983年1月10日付から2週分の合算週となった1983年1月17日付まで3週連続で最高順位1位を記録した。同チャートには、計14週に渡ってランクインしている。この1983年1月17日付の翌週となる1983年1月24日付の同チャートでは、中森の2枚目のスタジオ・アルバム『バリエーション〈変奏曲〉』が1982年11月15日付以来の首位を獲得している。

## 収録曲
| 全作詞: 売野雅勇、全編曲: 萩田光雄。 |                 |           |          |      |
| #                                    | タイトル        | 作詞      | 作曲     | 時間 |
| 1.                                   | 「少女A」       | 売野雅勇  | 芹澤廣明 | 3:31 |
| 2.                                   | 「キャンセル!」 | 売野雅勇  | 伊豆一彦 | 3:21 |
| 合計時間:                            | 合計時間:       | 合計時間: | 6:52     |      |

| 全作詞: 来生えつこ、全作曲: 来生たかお。 |                          |            |            |          |      |
| #                                        | タイトル                 | 作詞       | 作曲・編曲 | 編曲     | 時間 |
| 1.                                       | 「スローモーション」     | 来生えつこ | 来生たかお | 船山基紀 | 4:05 |
| 2.                                       | 「あなたのポートレート」 | 来生えつこ | 来生たかお | 萩田光雄 | 4:15 |
| 合計時間:                                | 合計時間:                | 合計時間:  | 8:20       |          |      |

## 参照
1. ↑  中森明菜『Seventeen』（LP）ワーナー・パイオニア、1982年12月24日。L-6501-1、L-6501-2。
2. 1 2 3 4 5  『ALBUM CHART-BOOK COMPLETE EDITION 1970 〜 2005』オリコン・マーケティング・プロモーション、2006年4月25日、455-457、881頁頁。ISBN 4871310779。
3. ↑  オリコンランキング情報サービス「you大樹」
4. 1 2  『AKINA』（4×12cmCD）中森明菜、ワーナーミュージック・ジャパン、1993年11月10日。WPCL-770〜3。
5. 1 2 3 4  “Akina Box｜HMV ONLINE”.  ローソンHMVエンタテイメント. 2012年9月14日時点のオリジナルよりアーカイブ。2012年9月14日閲覧。
6. 1 2 3  『Seventeen』（LP）中森明菜、ワーナー・パイオニア、1982年12月24日。L-6501。
7. 1 2  『バリエーション〈変奏曲〉』（LP）中森明菜、ワーナー・パイオニア、1982年10月27日。L-12550。
8. ↑  『少女A』（EP）中森明菜、ワーナー・パイオニア、1982年7月28日。L-1616。
9. ↑  『プロローグ〈序幕〉』（LP）中森明菜、ワーナー・パイオニア、1982年7月1日。L-12531。
10. ↑  『スローモーション』（EP）中森明菜、ワーナー・パイオニア、1982年5月1日。L-1600。
11. ↑  “楽天ブックス: AKINA BOX 1982-1989 - 中森明菜 : CD”.  楽天. 2011年6月28日閲覧。